# Хуан Карлос Паяно
Хуан Карлос Паяно (ісп. Juan Carlos Payano; 12 квітня 1984) — домініканський професійний боксер, чемпіон світу за версією WBA Super (2014-2016) та IBO (2015-2016) в легшій вазі.

## Аматорська кар'єра
2002 року брав участь в чемпіонаті світу серед молоді, на якому в другому бою програв українцю Максиму Третяку.
2003 року на Панамериканських іграх зайняв друге місце, поступившись в фіналі кубинцю Юріоркісу Гамбоа — 22-28.
2004 року брав участь в Олімпійських іграх, на яких після перемоги над Мунко Лхамаєвим (Білорусь) поступився Жерому Тома (Франція) — 17-36.
2005 року на чемпіонаті світу поступився в чвертьфіналі кубинцю Андрі Лаффіта — 22-31.
2006 року став переможцем Ігор Центральної Америки.
2007 року знов став другим на Панамериканських іграх, програв фінальний двобій Маквільямсу Арройо (Пуерто-Рико) — 11-12.
На Олімпійських іграх 2008 Паяно в першому бою взяв реванш за поразку на минулій Олімпіаді у Жерома Тома — 10-6, але в наступному бою поступився італійцю Вінченцо Пікарді — 4-8.
2009 року на чемпіонаті світу програв в другому бою тайцю Амнату Руенроенгу.

## Професіональна кар'єра
Дебютував на профірингу 21 серпня 2010 року.
26 вересня 2014 року зустрівся в бою за титул чемпіона світу за версією WBA Super в легшій вазі з панамцем Ансельмо Морено. Досить несподівано Паяно здобув перемогу над багаторічним чемпіоном технічним рішенням після зупинки бою в 6-му раунді і став новим чемпіоном WBA Super.
2 серпня 2015 року Хосе Карлос провів бій проти непереможного американця Роші Воррена і переміг його розділеним рішенням. Паяно захистив титул WBA Super і виграв вакантний титул IBO.
18 червня 2016 року відбувся бій-реванш Хуан Карлос Паяно — Роші Воррен, в якому рішенням більшості перемогу і титул чемпіона здобув Воррен.
23 березня 2018 року Паяно виграв вакантний титул інтер-континентального чемпіона WBO. Після цього він погодився на участь в другому сезоні Всесвітньої боксерської суперсерії. В бою за вихід в півфінал турніру Хуан Карлос зустрівся 7 жовтня 2018 року з чемпіоном світу за версією WBA японцем Іноуе Наоя, і той брутально знищив домініканця за 70 секунд.
26 вересня 2020 року в бою за звання обов'язкового претендента на титул чемпіона світу за версією WBC в легшій вазі Паяно програв одностайним рішенням екс-чемпіону світу WBA американцю Даніелю Роману.